# Philip Frederik Vegelin van Claerbergen

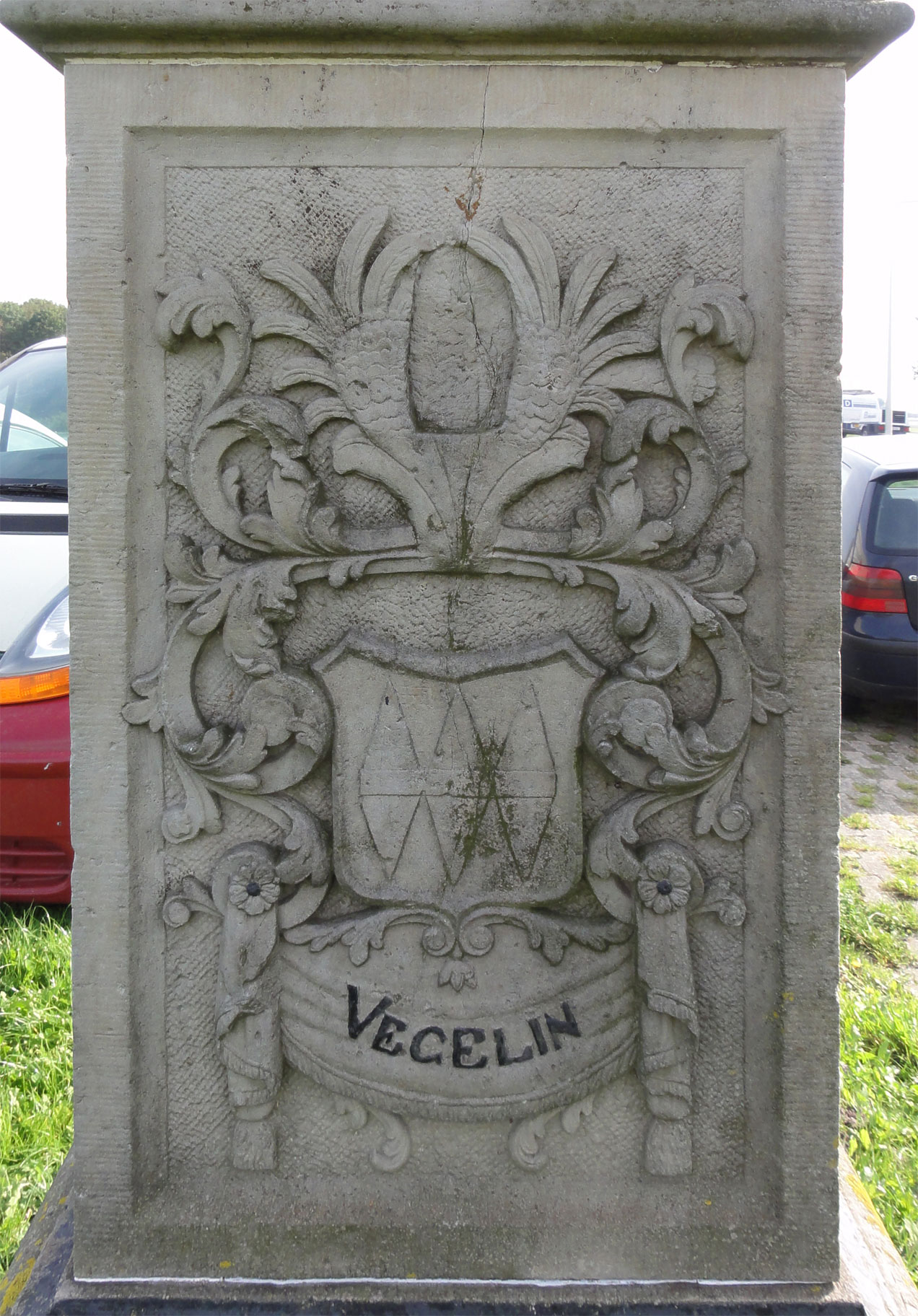
Wapen van Philip Frederik Vegelin van Claerbergen op het gedenkteken bij de Dokkumer Nieuwe Zijlen

Philip Frederik Vegelin van Claerbergen (ook Vegilin van Claerbergen) (9 mei 1685 - 28 juli 1738) was grietman van Haskerland in de Nederlandse provincie Friesland en gedeputeerde van deze provincie.

## Leven en werk
Vegelin was een lid van de familie Vegilin van Claerbergen en een zoon van de grietman van Haskerland Hessel Vegelin van Claerbergen (1655-1715) en Anna Maria van Viersen (1653-1696). Hij volgde in 1707 zijn vader op als grietman van Haskerland. Van 1713 tot 1716 en van 1728 tot 1731 was hij lid van gedeputeerde staten van Friesland voor Zevenwouden. Namens Friesland was hij lid van de Raad van State (1707-1713) en vanaf 1716 maakte hij namens Friesland deel uit van de Staten-Generaal.
Het jaar nadat hij benoemd was tot grietman van Haskerland werd hij uitgezonden door de Staten-Generaal als gedeputeerde te velde naar de Zuidelijke Nederlanden tijdens de Spaanse Successieoorlog. Zijn vader nam zijn functie als grietman waar in Haskerland. Hij wist belangrijke informatie te vergaren over het verloop van de oorlog. Na zijn terugkeer in Friesland vestigde hij zich op de Herema State in Joure. Hij gaf opdracht tot het aanleggen van een baroktuin bij deze state. Tevens was hij een van de initiatiefnemers voor de nieuwe weg van Joure naar Akkrum.
Vegelin was een vooraanstaand adviseur van Maria Louise van Hessen-Kassel met wie hij goed bevriend was. De relatie met haar zoon prins Willem Karel Hendrik Friso, de latere stadhouder Willem IV, was afstandelijker. Hij vond dat de prins niet altijd even verstandig opereerde en vaak naar verkeerde adviezen luisterde.
In 1723 besloten Gedeputeerde Staten van Friesland dat het Dokkumergrootdiep vanwege het overstromingsgevaar moest worden afgesloten. Vanwege zijn bekwaamheden op het gebied van wis- en werktuigbouwkunde werd hij, samen met Michael Onuphrius thoe Schwartzenberg en Hohenlansberg, als commissaris belast met de overdijking van het Dokkumerdiep en met de aanleg der Dokkumer Nieuwe Zijlen. Nadat het werk in 1729 voltooid was werd een gedenkteken opgericht ter eeuwige nagedachtenis, zoals de tekst van het gedenkteken luidt, van de overdijking van het Dokkumerdiep. Tevens wordt vermeld, dat zesduizend roeden dijk Oostergo zullen behoeden voor wateroverlast. De daadwerkelijke afsluiting van het diep geschiedde in tegenwoordigheid van beide commissarissen. Hun wapens kregen een plek op het gedenkteken.
Vegelin trouwde op 6 april 1717 met de uit Middelburg afkomstige weduwe Susanne Elisabeth van Essen (1686-1768), dochter van de advocaat-fiscaal van de admiraliteit van Zeeland Pieter van Essen (†1719) en Barbara Steengracht (1660-1693). Zij hertrouwde in 1742 met luitenant-generaal Casimir Abraham graaf van Schlippenbach (1680-1755). Hun huwelijk bleef kinderloos. Vegelin overleed in juli 1738 op 53-jarige leeftijd. Hij werd als grietman van Haskerland opgevolgd door zijn jongere broer Assuerus.
- Biografisch Portaal: 11979694
- Digitale Bibliotheek voor de Nederlandse Letteren: vege002
- International Standard Name Identifier: 0000 0003 9026 9611
- Nederlandse Thesaurus van Auteursnamen: 146756274
- Virtual International Authority File: 283872678
- WorldCat: E39PBJdcC9HBkh9qCtb8WfbPQq